# Pieter Cornelisz. Verbeeck

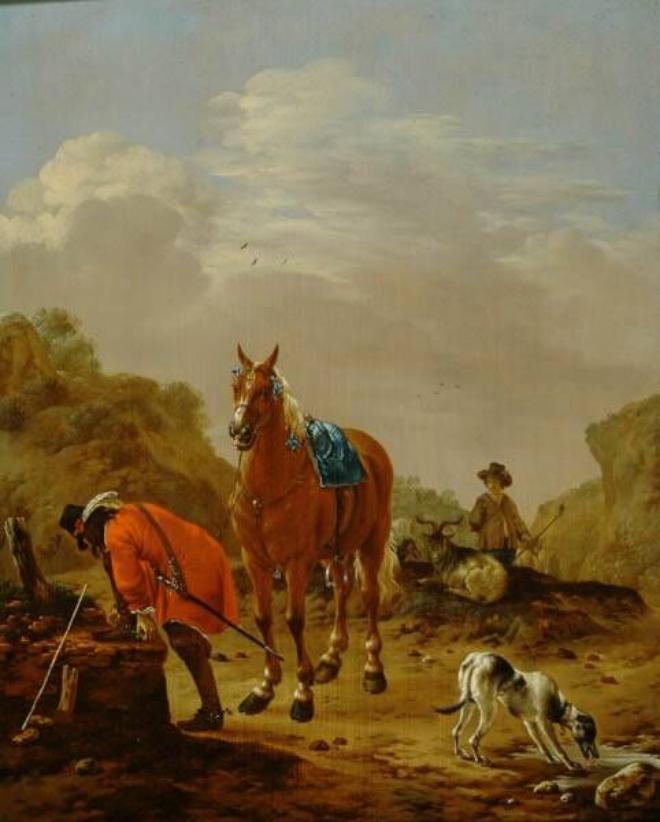
Jinete desmontado, óleo sobre tabla, 37 x 30 cm, Haarlem, Frans Hals Museum.

Pieter Cornelisz. Verbeeck (Haarlem, c. 1610-antes del 24 de abril de 1654) fue un pintor barroco neerlandés especializado en la pintura de paisajes y escenas de género protagonizadas por caballos.
Hijo de Cornelis Verbeeck, pintor de marinas, fue probablemente discípulo de su padre. En 1634 se le encuentra documentado en Haarlem, citado como pintor, con residencia en casa de su hermana y de su cuñado. Inmediatamente los tres marcharon a Alkmaar en cuya guilda de pintores ingresó Pieter Verbeeck en 1635. El mismo año casó con Agnes Groenevelt. El matrimonio se trasladó a Utrecht donde en 1642 falleció Agnes. En enero de 1643 se encontraba de nuevo en Haarlem pues consta que en ese mes contrajo matrimonio en segundas nupcias con Elysabeth van Beresteyn, hermana de Claes van Beresteyn, pintor de paisajes. En 1649 retrató en su lecho de muerte a su cuñada Johanna van Beresteyn. Su situación económica no debía de ser buena cuando en 1645 tuvo que pedir un crédito por una elevada suma a su suegra, del que el 24 de abril de 1654 aparecía todavía como deudora su viuda.